# Pintura a óleo

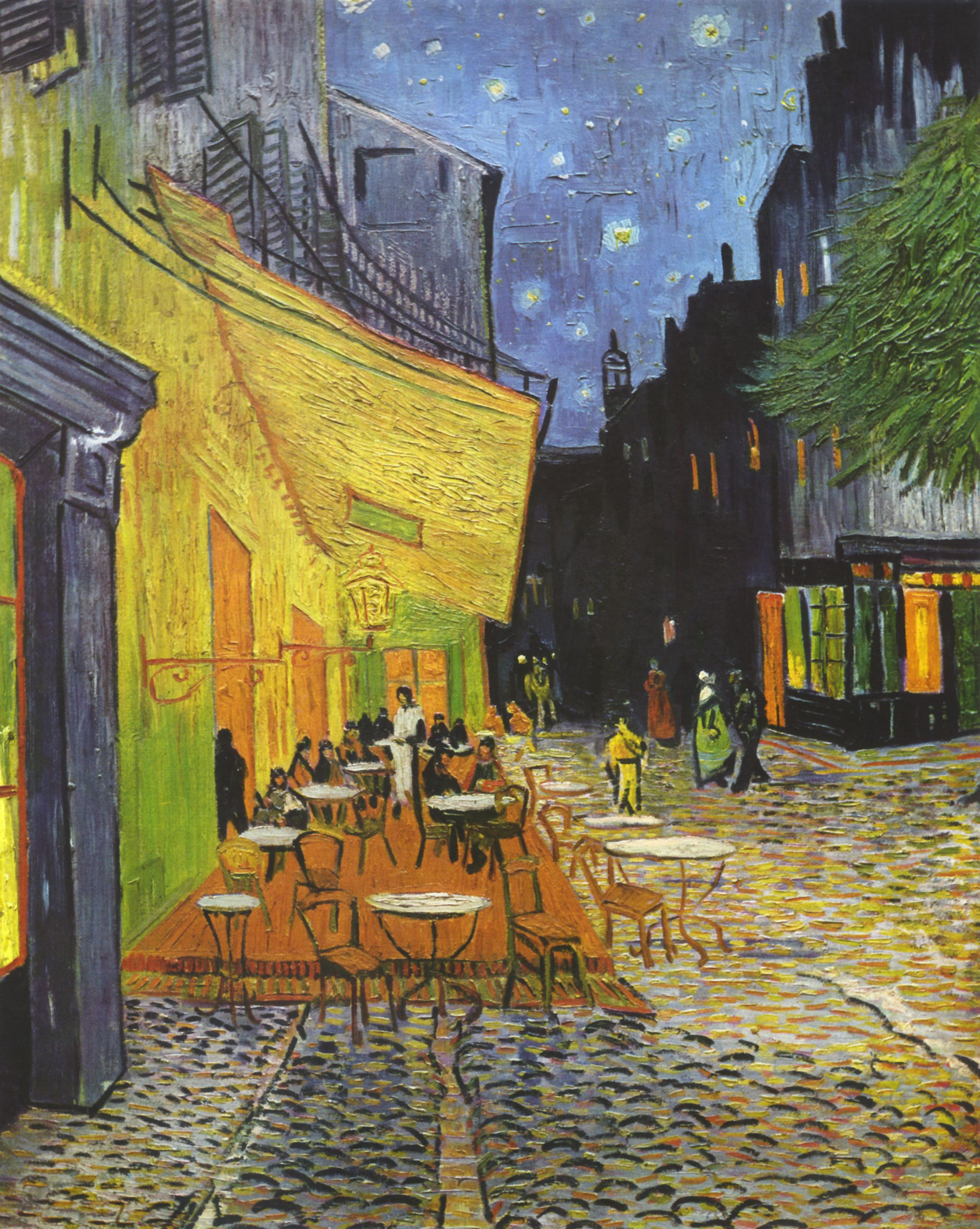
Óleo sobre tela: O Café Terrace na Place du Forum em Arles, de Vincent van Gogh, 1888

A pintura a óleo é uma técnica artística, que se utiliza de tintas a óleo, aplicadas com pincéis, espátulas, ou outros meios, sobre telas de tecido, superfícies de madeira ou outros materiais.

## História
O uso do óleo é conhecido desde a antiguidade e já era difundido entre os artistas da Idade Média, embora em minoria porque naquela época predominava a pintura a têmpera ou a afrescos. No final do século XIV e durante o XV, o uso do óleo começou a ser generalizado em detrimento de outras técnicas, uma vez que permitiu uma secagem mais lenta da tinta, correções na execução da mesma e uma excelente estabilidade e conservação da cor. Os pintores de Flandres foram os primeiros a usar o óleo regularmente, e sua invenção é erroneamente atribuída ao pintor Jan van Eyck.
O óleo mais usado era a linhaça, mas não era o único e cada artista tinha sua própria fórmula que costumava ser mantida em segredo. Normalmente, a essência de terebintina é usada como solvente, para obter uma pincelada mais fluida ou mais colada, conforme o caso. Muitos seguiram os conselhos e experiências escritos no Tratado do monge Teófilo que já é conhecido e mencionado no ano 1100. Cennino Cennini, em seu Livro de Arte, também menciona e descreve a técnica.

## Óleo sobre parede
Em primeiro lugar, o artista se dispunha a preparar a parede para receber a pintura. A técnica é descrita por Giorgio Vasari (1511-1574), arquiteto e pintor teórico da arte italiana em sua obra Le Vite.

Primeiro, a superfície do gesso é saturada com várias camadas de óleo cozido, até atingir o ponto em que a parede não absorve mais. Quando a superfície está seca, aplica-se uma camada de chumbo branco, óleo, chumbo amarelo e argila refratária. As últimas camadas são dadas com pó de mármore muito fino e cal, além de uma aplicação de óleo de linho. Para terminar, uma mão de peixe grego é estendida.
O uso de óleo na parede tem sido feito por uma minoria na história da arte, já que outras técnicas, como o afresco, são muito mais estáveis e duráveis. No entanto, alguns trabalhos notáveis, como a Última Ceia de Leonardo da Vinci ou a Pinturas negras de Francisco de Goya, usaram essa técnica.

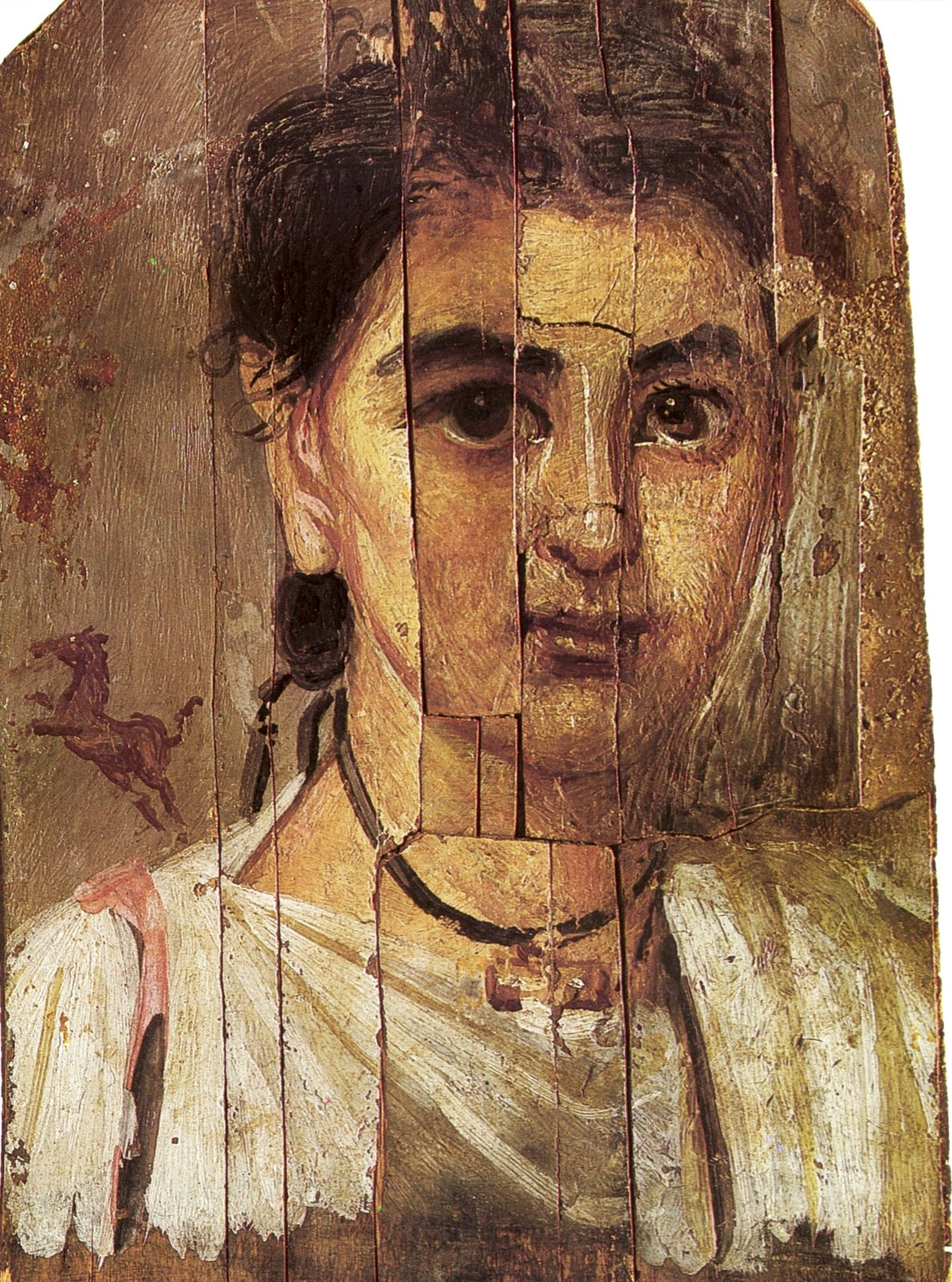
Pintura sobre madeira, exemplar da tradição dos retratos de Faium, século II

## Óleo sobre madeira
Esta técnica foi a preferida pelos artistas da pintura flamenga. No entanto, um grande número de pinturas italianas da época do início do Renascimento foram pintadas em madeira. A placa era preparada com uma camada de carbonato de cálcio terroso (creta) branco e mistura de cola animal com giz. Desta forma, a madeira era compacta e lisa, aguardando a pintura.